# Cipaieni, Mureș

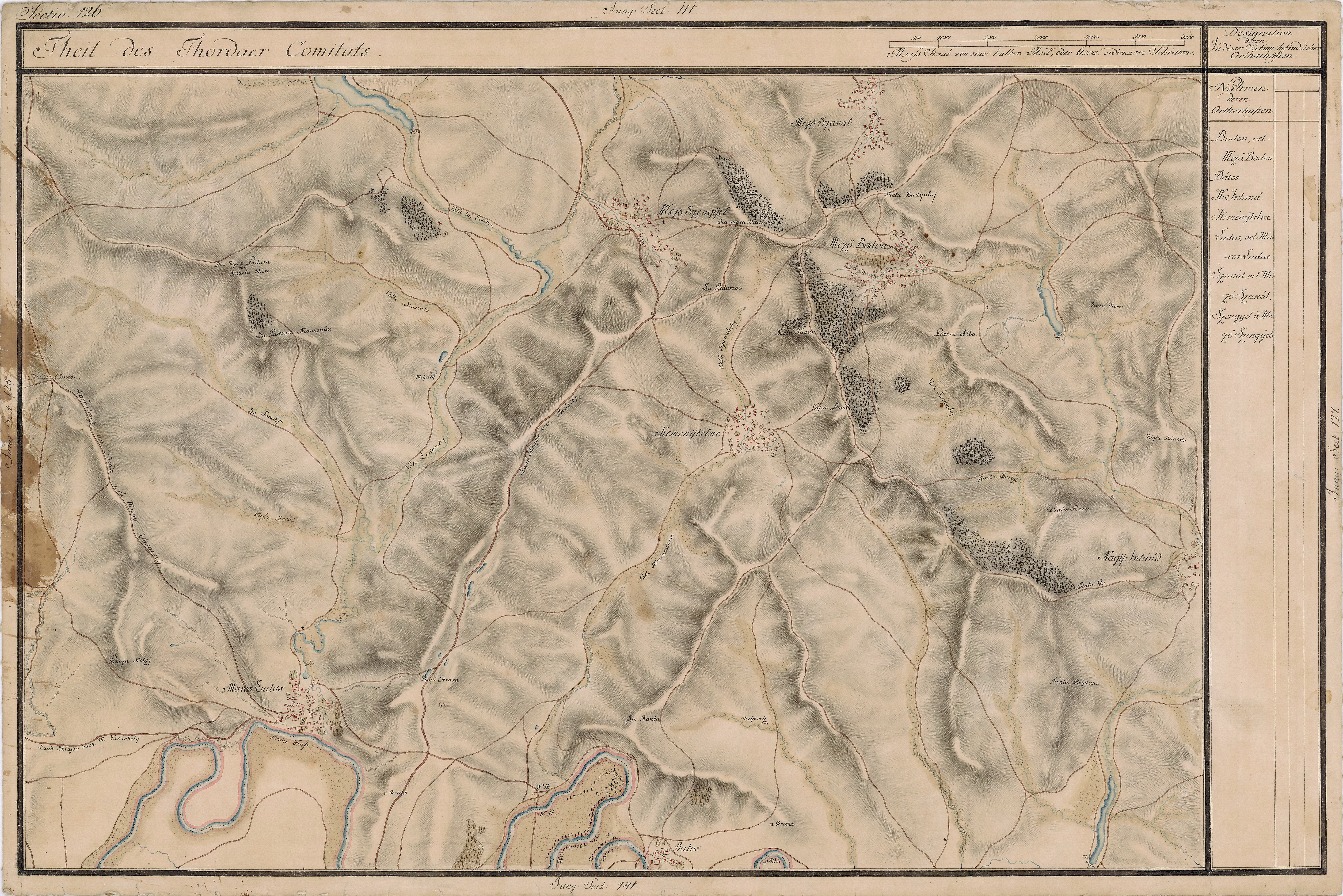
Cipăieni în Harta Iosefină a Transilvaniei, 1769-73.

Cipaieni (în trecut Chimitelnic sau Chimitelnicul de Câmpie; în maghiară Keménytelke) este un sat în comuna Sânger din județul Mureș, Transilvania, România.

## Istoric
Prima atestare documentară a satului Cipǎieni, fost Chimitelnic, este anul 1333. De asemenea, o nouă atestare se regăsește la data de 18 noiembrie 1346: 
„Noi, Ștefan, voievodul Transilvaniei și comite de Solnoc, prin cuprinsul celor de față dăm de știre și facem cunoscut tuturor cărora se cuvine, că înfățișîndu-se însuși înaintea noastră, Mihail, fiul lui Petru, fiul lui Medjes de Band, pe de-o parte, iar pe de altă parte magistrul Toma, fiul lui Dionisie de Reghin, acel Mihail, fiul lui Petru ne-a făcut cunoscut și ne-a spus prin viu grai că magistrul Toma, fiul lui Dionisie l-a despăgubit pe deplin pentru pustiirea moșiilor sale Chimitelnic și Budiul aflatoare în comitatul Turda și Aruncuta /Arankuth/ din comitatul Cojocna, pe cînd trăia încă sus-zisul Petru, fiul lui Medjes, tatăl său. Drept aceea el îl declarase și l-a declarat în fața noastră pe sus zisul magistrul Ștefan, fiul lui Dionisie, dezlegat de orice răspundere cu privire la pustiirea moșiilor de mai sus. Dat în Turda,la octavele sărbătorii fericitului Martin mărturisitorul, în anul Domnului o mie trei sute patruzeci și șase.”—1346, noiembrie 18, Turda

## Demografie

### Structura populației dupa naționalitate
De-a lungul timpului populația localitǎții Cipǎieni a evoluat astfel:

### Structura populației dupǎ apartenența religioasǎ
Dupa apartenenta religioasǎ structura populației de-a lungul timpului este prezentatǎ mai jos sub forma tabelarǎ :

## Familii nobiliare

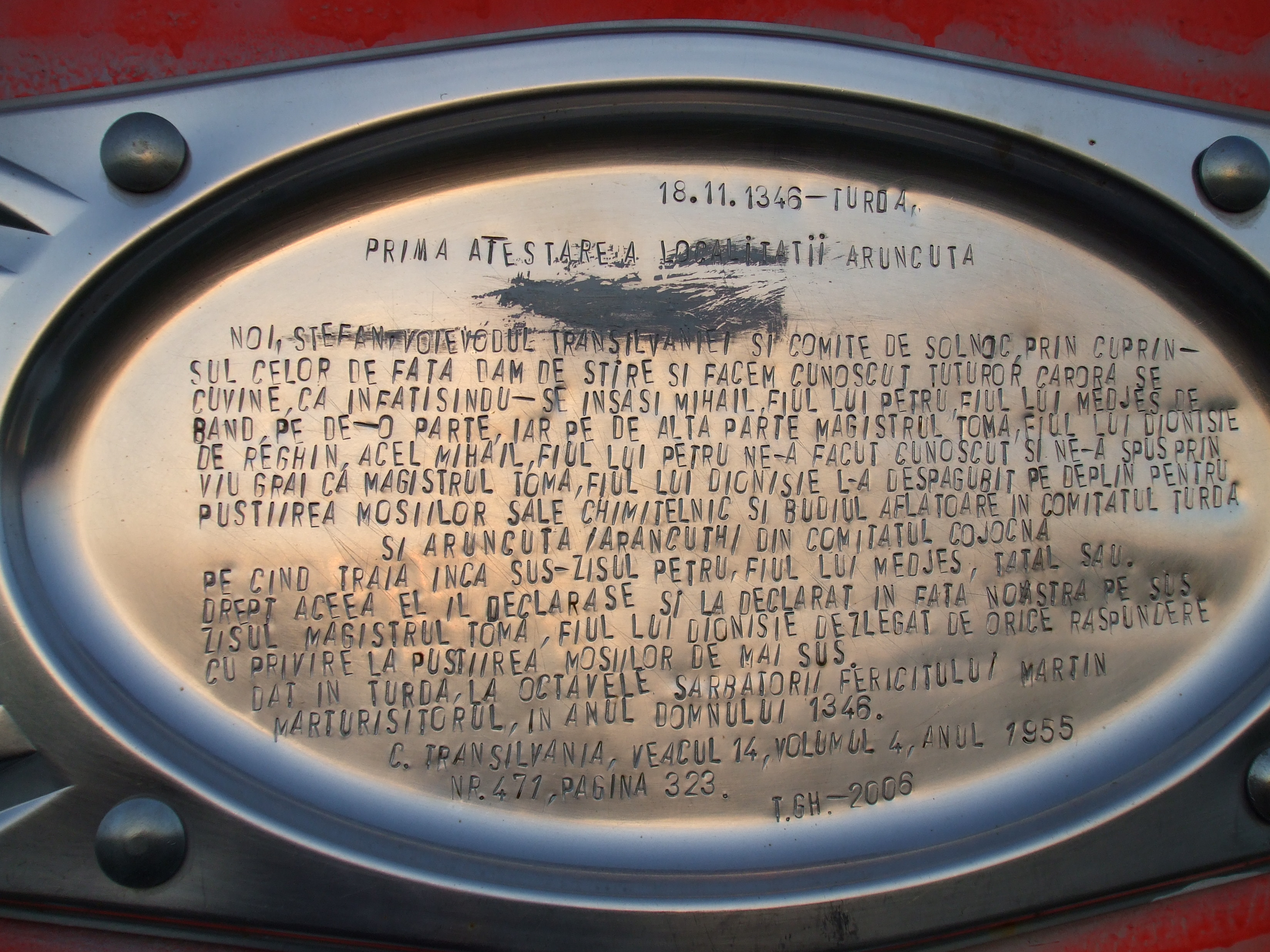
Sentinta voievodului Transilvaniei Stefan Lackfi cu privire la nobilul Mihai Medjes de Band

- Nobilul Mihai Medjes de Band, despre care se știe că pe 18 noiembrie 1346, la Turda -în prezența voievodului Transilvaniei, Ștefan Lackfi {1344-1350} - a fost parte în proces în calitate de reclamant cu Magistrul Toma, fiul lui Dionisie de Reghin (pârât) pentru pustiirea moșiilor sale, inclusiv din Chimitelnic si Budiul aflǎtoare in comitatul Turda si Aruncuta, comitatul Cojocna;

## Personalități
Pop Vasile, născut în 1787 Chimitelnicul de câmpie, și-a făcut studiile la liceul din Cluj și la 1811 la universitatea din Viena, unde și-a luat titlul de doctor în filosofie, iar mai târziu în 1817 și-a promovat doctoratul și în științele medicale, cu .teza: "Dissertatio inauguralis de funeribus plebeis Daco-Romanorum sive Valachorum" (Despre înmormântarea la români),  tipărită la Viena, prin care și-a câștigat un nume și la cărturarii români de pe vremea aceea. A fost primul director al Seminarului de la Socola (Iași), unde a predat filosofia și filologia între anii 1820-1821. La Iași a ajuns ca urmare a proiectului mitropolitului Moldovei Veniamin Costache de a reorganiza seminarul de la Socola. Pentru aceasta a fost trimis la Cluj Gheorghe Asachi cu misiunea de a-i cere guvernatorului Bannfy aprobare pentru trei tineri absolvenți de la Blaj care erau necesari ca profesori în Moldova. După obținerea aprobării Asachi a plecat la Brașov unde i-a prezentat prof. Pop Vasile propunerea sa și la convins să vină la Socola. Pop Vasile a locuit și la Făgăraș (1829) și Zlatna (1842) practicând medicina. În anul 1838 a tipărit la Sibiu cartea: "Disertație despre tipografiile românești în Transilvania și învecinatele teri, dela începutul lor până în vremile noastre". A fost unul dintre
cei mai învățați români ai timpului și un mare popularizator al culturii românești. (A se vedea o schifă biografică despre el scrisă de Gheorge Barițiu în revista "Transilvania", an. 1868 p. 129—135 și 161—167. A tradus "Eglogele lui Virgil". Era pasionat de istorie și a colecționat un mare număr de documente istorice. A decedat în anul 1843.

## Vezi și
- Biserica de lemn din Cipăieni